# Lamaguère

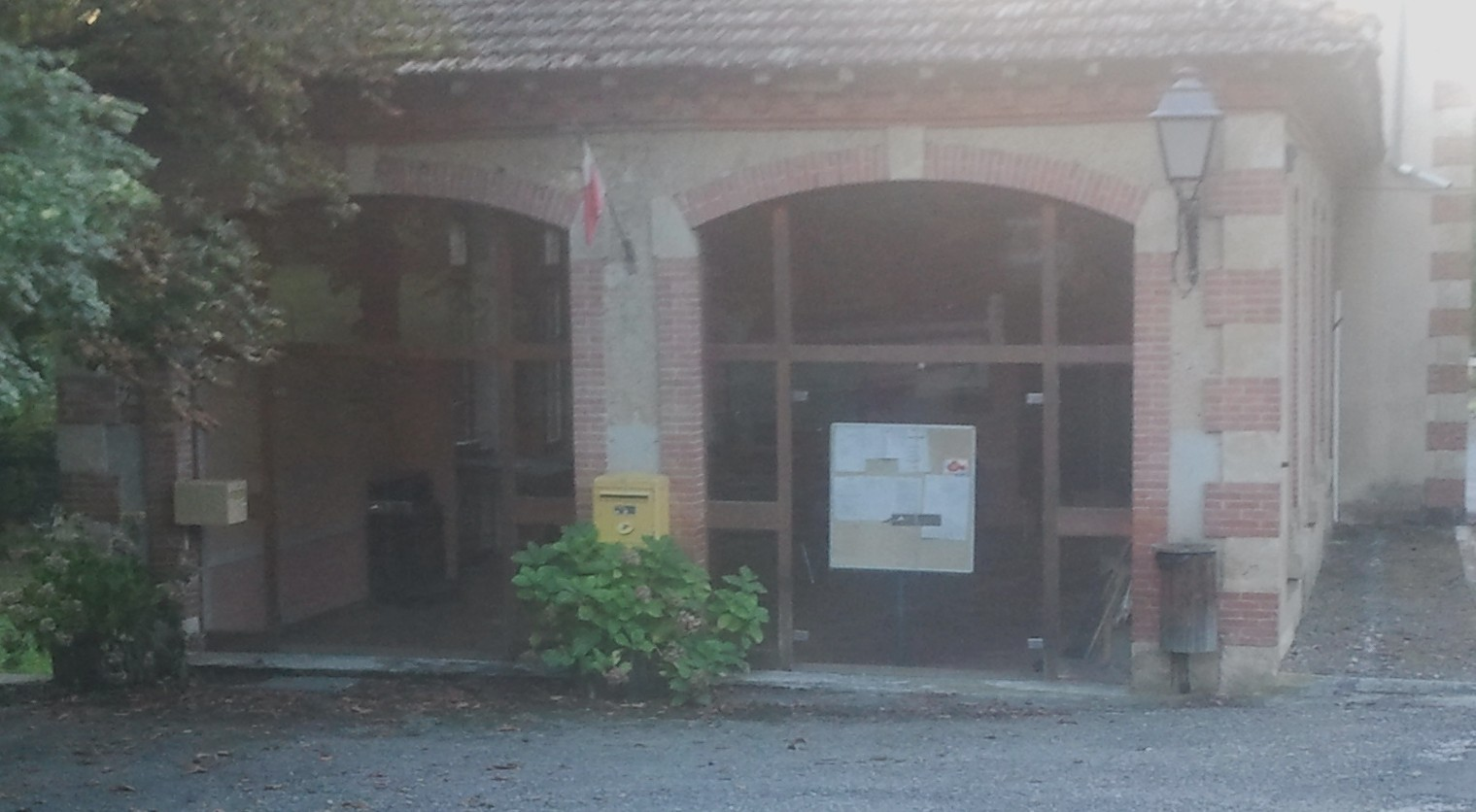
Gemeentehuis

Lamaguère is een gemeente in het Franse departement Gers (regio Occitanie) en telt 60 inwoners (2009). De plaats maakt deel uit van het arrondissement Auch.

## Geografie
De oppervlakte van Lamaguère bedraagt 6,6 km², de bevolkingsdichtheid is dus 9,1 inwoners per km².
De onderstaande kaart toont de ligging van Lamaguère met de belangrijkste infrastructuur en aangrenzende gemeenten.

## Demografie
Onderstaande figuur toont het verloop van het inwonertal (bron: INSEE-tellingen).